# Parobé
Parobé este un oraș în Rio Grande do Sul (RS), Brazilia.